# Revolución de 1946 en Haití
La Revolución de 1946 de Haití fue una serie de manifestaciones populares en ese país que tuvieron lugar en enero de 1946 y que culminaron con la deposición del presidente mulato Elie Lescot por un golpe militar. Ese mismo año fue elegido Dumarsais Estimé, el primer presidente negro del país desde la ocupación estadounidense.
Muchos haitianos célebres participaron en las manifestaciones, como el fotógrafo Gérald Bloncourt y los escritores René Depestre y Jacques Stephen Alexis.

## Antecedentes
Entre 1870 y 1915, Haití experimentó una frágil alternancia en el poder entre élites negras y mulatas, que se organizaron en los partidos Nacional y Liberal. Sin embargo, con el inicio de la ocupación estadounidense, la minoría mulata se consolidó como la fuerza política hegemónica en el país. Durante este período surgieron dos movimientos políticos que se oponían a la autocracia mulata, el marxismo y el noirisme.
En 1941, el mulato Elie Lescot asume la presidencia. El presidente Lescot gobernó Haití bajo la ley marcial, lo que justificó la declaración de guerra del país contra el Eje. Así, con amplios poderes, censuró a la prensa y reprimió a sus opositores.

## Eventos
En enero de 1946, el régimen de Lescot ordenó el cierre del periódico marxista La Ruche y el arresto de sus editores. Esta acción llevó a los jóvenes haitianos a rebelarse contra el gobierno.
El 7 de enero comenzaron las manifestaciones actualmente conocidas como Cinq Glorieuses (los cinco gloriosos), un movimiento de huelgas estudiantiles y protestas populares que duró cinco días. El movimiento estaba compuesto por estudiantes, trabajadores, marxistas y noiristes. Hubo enfrentamientos entre fuerzas leales a Lescot y los manifestantes, pero la guardia haitiana, predominantemente negra y alienada por la autocracia mulata, se unió al movimiento popular. El 11 de enero, el presidente Elie Lescot es rodeado y sufre un golpe militar, tras el cual es arrestado y posteriormente exiliado.
Toma el poder el Comité Ejecutivo Militar, una junta de gobierno formada por el coronel Franck Lavaud, el mayor Paul Magloire y el mayor Antoine Levelt. La junta se comprometió a celebrar elecciones, que tuvieron lugar en agosto y eligieron al político negro Dumarsais Estimé.